# 3404-es mellékút (Magyarország)
A 3404-es számú mellékút egy közel 10 kilométeres hosszúságú, négy számjegyű mellékút Jász-Nagykun-Szolnok vármegye északkeleti részén; tulajdonképpen Kenderes egyik belső útjának tekinthető, e település központját köti össze az egyik hozzá tartozó, de különálló településrészével.

## Nyomvonala
Kenderes közigazgatási területén, ezen belül a Bánhalma nevű, különálló településrész északnyugati szélén ágazik ki a 34-es főútból, annak a 44+250-es kilométerszelvénye közelében, délkelet felé. Kakat út néven húzódik a bánhalmai lakott terület délkeleti széléig, amit nagyjából másfél kilométer után hagy el. 4,2 kilométer megtétele után délnek fordul, ugyanott kiágazik belőle – délkelet felé, tehát nagyjából az addigi irányát követve – egy számozatlan, alsóbbrendű út, mely a kenderesi repülőtér, illetve a város északi részén elterülő tanyavilág felé vezet. 7,6 kilométer megtétele után éri el Kenderes belterületének északnyugati szélét, ahol előbb Kunhegyesi út, majd Vasút út néven folytatódik, délkeleti, majd keleti irányba fordulva.
8,5 kilométer megtétele után egy elágazáshoz ér: tovább egyenesen, kelet felé a 34 304-es számú mellékút ágazik ki belőle – ez a Kál-Kápolna–Kisújszállás-vasútvonal Kenderes vasútállomására vezet –, maga a 3404-es út pedig délnek fordulva, Szent István út néven halad tovább. Így is ér véget, Kenderes központjában, beletorkollva a 4-es főútba, annak a 139+650-es kilométerszelvénye közelében. Egyenes folytatása a 42 304-es számú mellékút, mely ma már inkább csak a kenderesi belterület egyik főutcája, eredetileg azonban a Budapest–Záhony-vasútvonal (kisújszállási területen elhelyezkedő) Turgony megállóhelyét volt hivatott kiszolgálni.
Teljes hossza, az országos közutak térképes nyilvántartását szolgáló kira.kozut.hu adatbázisa szerint 9,289 kilométer.

## Története
1934-ben a kereskedelem- és közlekedésügyi miniszter 70 846/1934. számú rendelete a mai teljes hosszában harmadrendű főúttá nyilvánította, a Kunmadaras és Kenderes közti 324-es főút részeként. Hasonlóan jelöli egy dátum nélküli, feltehetőleg 1950 körül készült közúthálózati térkép is, csak a Tiszafüred-Kenderes közti 322-es főút részeként.